# Butt of Lewis
Butt of Lewis är en udde i Storbritannien.   Den ligger i kommunen Yttre Hebriderna och riksdelen Skottland, i den nordvästra delen av landet, 900 km nordväst om huvudstaden London. Butt of Lewis ligger på ön Lewis with Harris.
Terrängen inåt land är platt. Havet är nära Butt of Lewis norrut. Runt Butt of Lewis är det glesbefolkat, med 12 invånare per kvadratkilometer. Trakten runt Butt of Lewis består i huvudsak av gräsmarker.